# Хаїха
Ха́їха —  село в Україні, в Прилуцькому районі Чернігівської області. Населення становить 27 осіб. Входить до складу Парафіївської селищної громади.

## Населення

### Мова
Розподіл населення за рідною мовою за даними перепису 2001 року:
| Мова       | Кількість | Відсоток |
| ---------- | --------- | -------- |
| українська | 27        | 100%     |

## Географія
Село Хаїха знаходиться на відстані 4,5 км від сіл Рожнівка та Мартинівка.

## Назва
З тюркських мов перекладається як великий човен для перевезення худоби.
За місцевою легендою, Хаїхою село назвали тому, що біля села вбито Хайона. А це був такий начальник. Коли його ховали, то солдати шапками насипали на його могилі велику гору. Вона в селі і зараз стоїть. Цей переказ засвідчує про давність поселення, дотримування першопоселенцями поховального обряду половців.
На мапі Шуберта 1869 року - хутір без назви. На мапі РСЧА 1941 - х.Хаіха з 53 хат.